# Markus Schlesinger

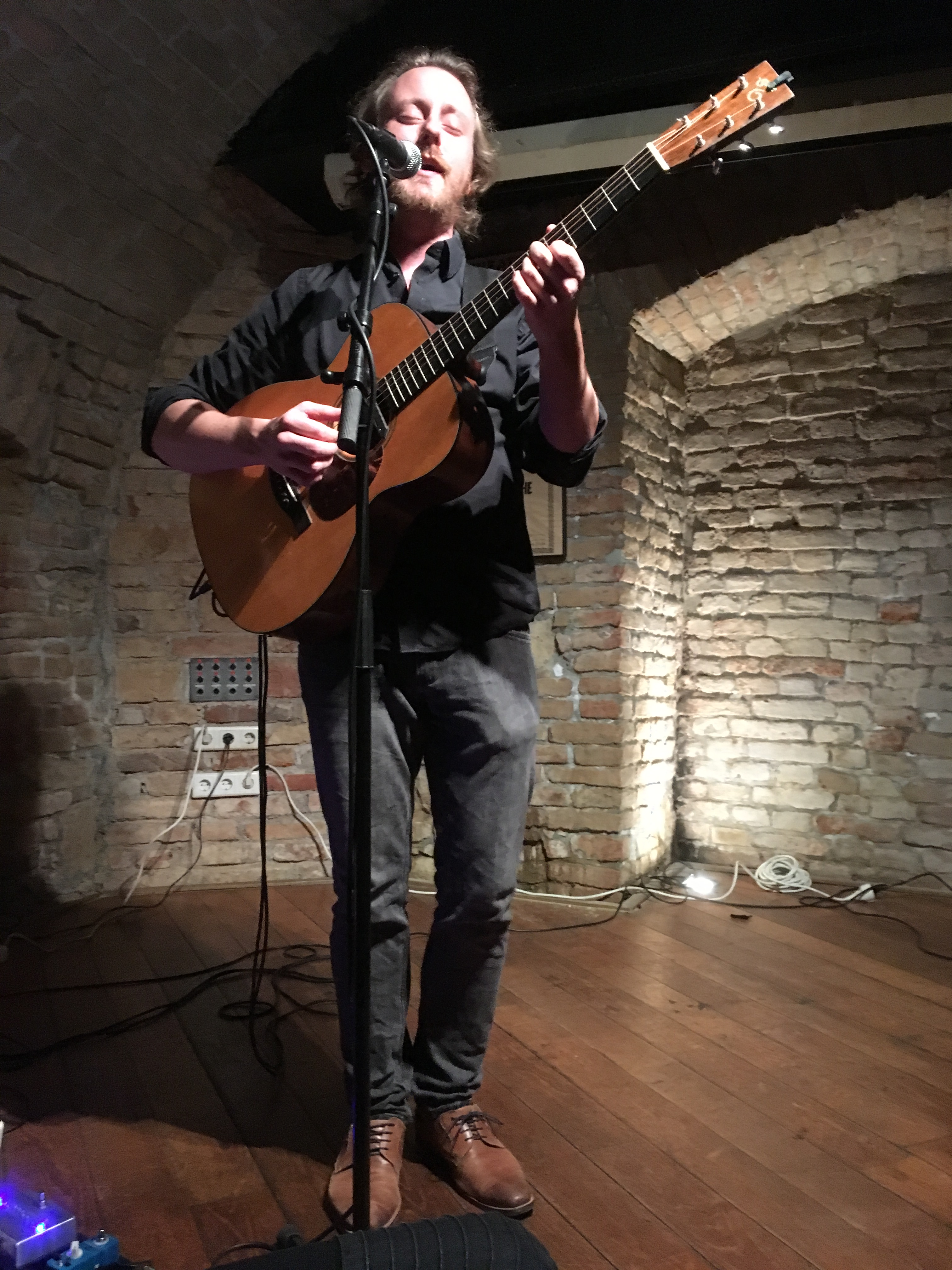
Markus Schlesinger bei seinem Wien-Konzert 2018

Markus Schlesinger (* 1. Jänner 1984 in Wien) ist ein österreichischer Fingerstyle-Gitarrist und Komponist, sowie Mitbegründer des Vienna Fingerstyle Festivals.

## Leben
Markus Schlesinger begann im Alter von 16 Jahren autodidaktisch mit dem Gitarrenspiel, das er später mit Lehrern und einschlägigen Workshops verfeinerte.
Über die Jahre spezialisierte er sich auf das Fingerstyle-Picking, das unter Einbeziehung von  perkussiven Effekten auf der Gitarre den Eindruck von mehreren Spielern bzw. einer Band erweckt und Bass-, Akkord- und Melodiespiel vereint. Sein bevorzugtes Instrument ist eine akustische Westerngitarre der Marke Santa Cruz OM/PW, die durch den Einbau zusätzlicher Tonabnehmer die gewünschten Effekte ermöglicht.
Durch sein frühes und jahrelanges Engagement gilt Markus Schlesinger neben Peter Ratzenbeck als einer der Gründer und großer Förderer der Fingerstyle-Szene in Österreich.

## Spielweise und Konzerte
Schlesingers Repertoire umfasst neben Eigenkompositionen auch Blues, Jazz, Folk und Fingerstyle-Arrangements bekannter Songs.
Seine Spielweise ist von groovigem Sound mit Backbeats geprägt. Er tritt hauptsächlich als Solokünstler auf, mitunter durch Ergänzung von Live-Loopings, die auch von Künstlern wie beispielsweise Ed Sheeran als Effekt bei Live-Konzerten eingesetzt werden.
Sein Bühnenprogramm zeichnet sich durch hohe Interaktion mit dem Publikum aus und enthält durch viele Anekdoten auch kabarettistische Züge.
Im Zuge seiner Konzerte ist er in ganz Österreich, Deutschland, Großbritannien, Ungarn, Slowakei und der Schweiz unterwegs und tritt auch bei internationalen Festivals auf:
- London Guitar Night
- Berlin Acoustic Night
- Budapest Guitar Night
- Bratislava Guitar Night
- Gütersloher Acoustic Session
- Matinee des Millstätter Gitarrenfestivals

## Vienna Fingerstyle Festival

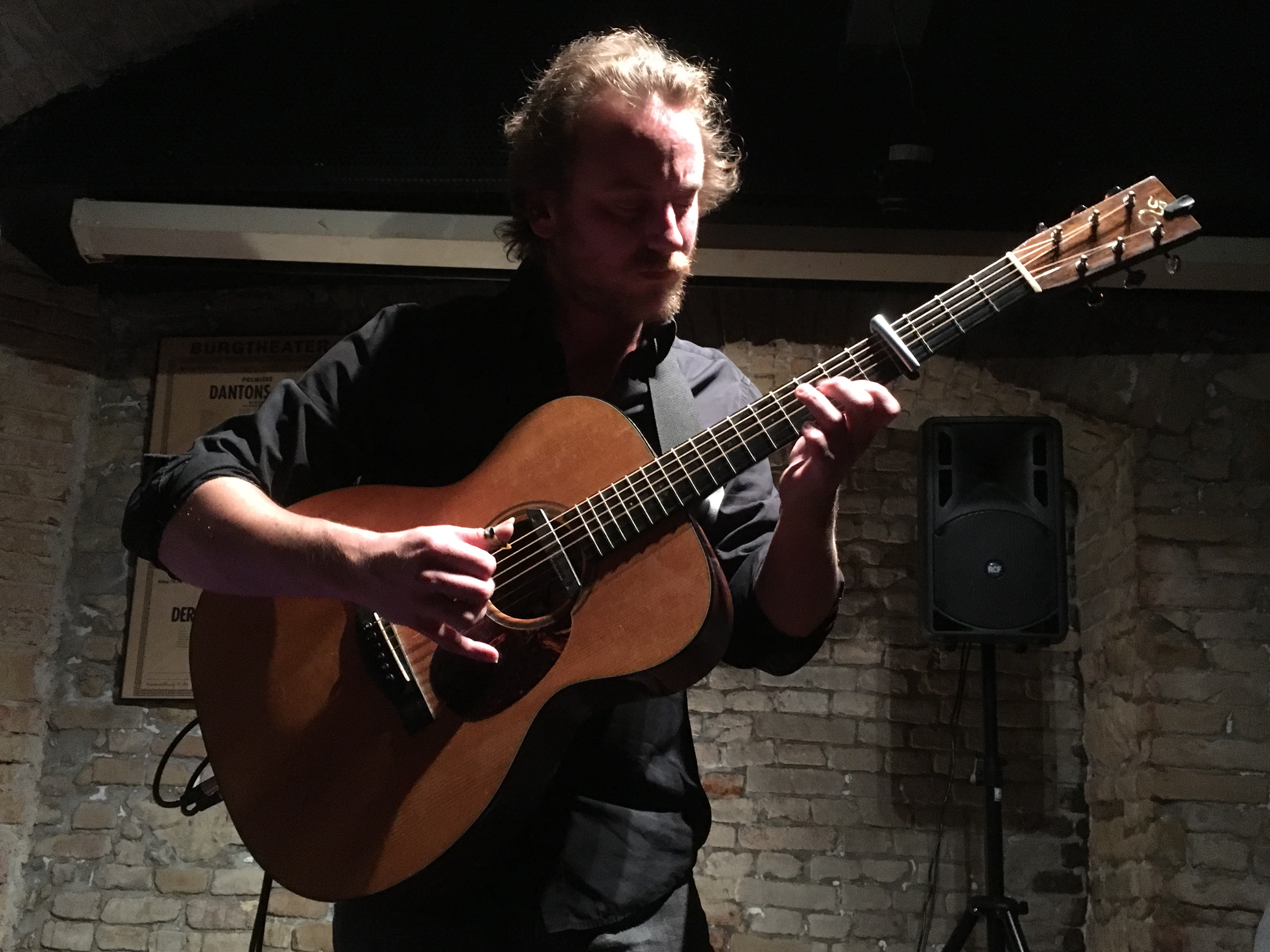
Markus Schlesinger 2018

2010 gründete Markus Schlesinger gemeinsam mit Wilfried Lepuschitz das Vienna Fingerstyle Festival, das seither jährlich in Wien stattfindet.
Im Zuge dessen hat er unter anderem mit Größen der Szene wie z. B. Thomas Leeb, Peter Ratzenbeck, Luca Stricagnoli, Franco Morone, Don Ross, Gottfried Gfrerer, Adam Rafferty, Jon Gomm, David Lindorfer, Simon Wahl, Tom Lumen, Sandor Szabo, Mike Dawes etc. die Bühne geteilt.

## Sonstige Aktivitäten
Schlesinger war mehrmalig als Workshopleiter im Zuge des Millstätter Gitarrenfestivals tätig.
Um Musiker in speziellen Spielstilen zu fördern, hält Schlesinger seit 2014 mehrmals jährlich mehrtägige Workshops an verschiedenen Orten in Österreich ab und unterrichtet auch unterschiedliche Musikstile und Techniken.

## Kompositionen (Auswahl)
- 2012 „Changes“ (Fingerstyle Ballade)
- 2012 „At The End Of The Day“ (Fingerstyle Ballade)
- 2012 „My Alibi“ (Percussion Fingerstyle Song)
- 2012 „Your Smiling“ Face (Fingerstyle Ballade)
- 2012 „Fantasia in DADGAD“ (Fingerstyle Improvisation)
- 2014 „Don’t Be Afraid“ (Percussion Fingerstyle Song)
- 2014 „Thunder Rag“ (Ragtime Fingerstyle Song)
- 2016 „Use Your Wings“ (Fingerstyle Song)
- 2016 „A Spark Of Hope“ (Fingerstyle Ballade)
- 2016 „Lover’s Waltz“ (Fingerstyle Improvisation)
- 2018 „Ring My Bell Rag“ (Ragtime Fingerstyle Song)
- 2018 „For Me“ (Fingerstyle Ballade)
- 2018 „Wenn Katzen, …“ (Fingerstyle Song)
- 2018 „Waiting For“ (Percussion Fingerstyle Song)

## Bearbeitungen (Auswahl)

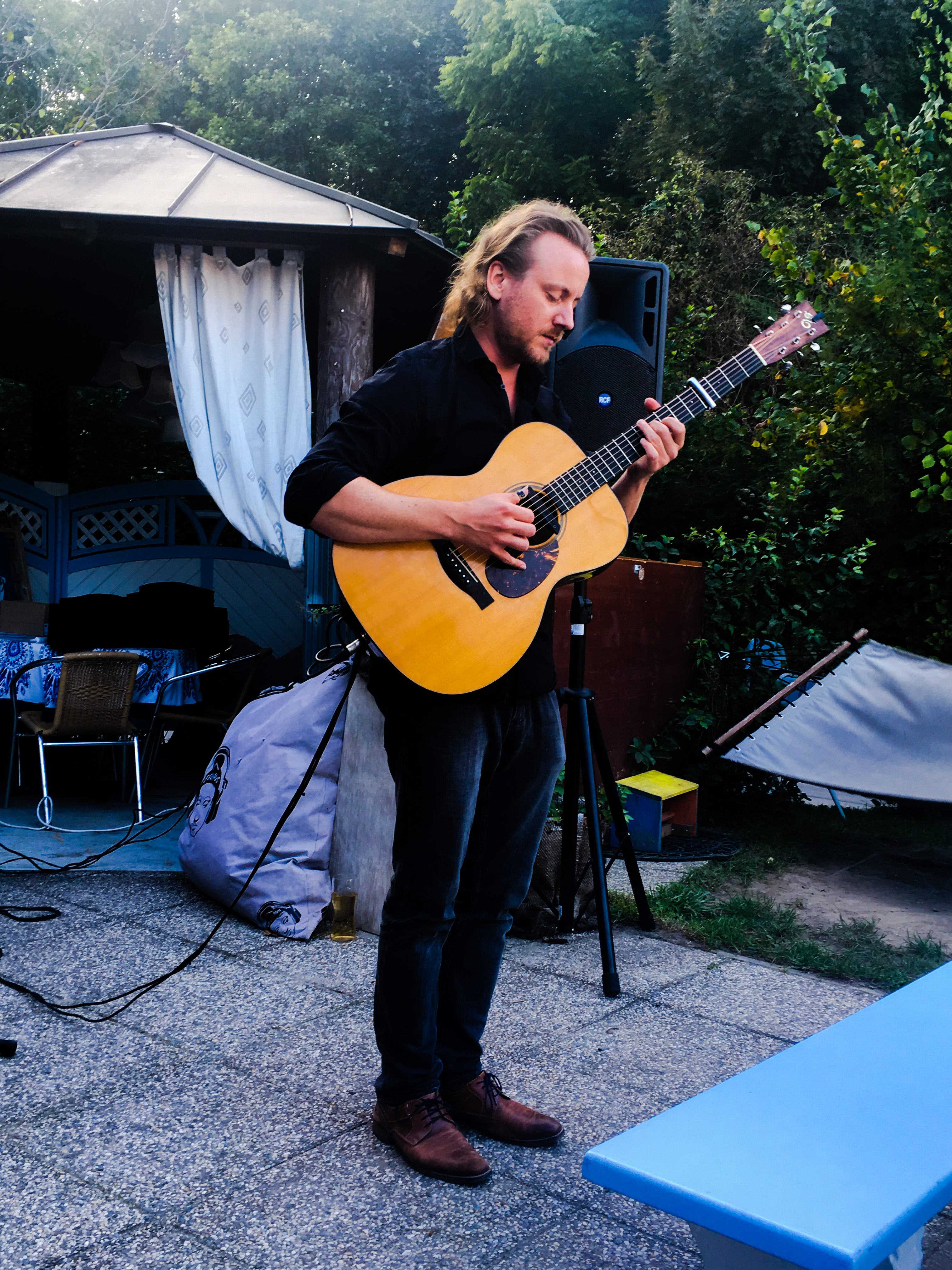
Markus Schlesinger im Uferhaus Klosterneuburg 2018

- „Ain’t No Sunshine“ (Original: 1971 Bill Withers)
- „Black Or White“ (Original: 1991 Michael Jackson)
- „Summertime“ (Original: 1935 George Gershwin)
- „Georgia On My Mind“ (Original: 1930 Hoagy Carmichael)
- „Little Wing“ (Original: 1967 Jimi Hendrix)
- „Sittin´ On Top Of The World“ (Original: 1930 Mississippi Sheiks)

## Diskografie
- 2012 „Changes“ (Label & Verlag: office4music)
- 2014 „Don’t Be Afraid“ (Label: Vienna2Day, Verlag: Eigenverlag)
- 2016 „Use Your Wings“ (Label: Vienna2Day, Verlag: Eigenverlag)
- 2018 „Stories To Be Told“ (Label: Vienna2Day, Verlag: Eigenverlag)